# Гренобль (округ)
Грено́бль (фр. Grenoble) — округ (фр. Arrondissement) во Франции, один из округов в регионе Рона-Альпы. Департамент округа — Изер. Супрефектура — Гренобль.
Население округа на 2006 год составляло 729 140 человек. Плотность населения составляет 155 чел./км². Площадь округа составляет всего 4715 км².